# Almunia (banda)
Almunia es un dúo italiano de música electrónica integrado por Leonardo Ceccanti y Gianluca Salvadori. Su disco de debut New Moon, publicado en 2011 por el sello británico Claremont 56, fue descrito como Nu-Disco (género también denominado electro-disco o disco house), Nu-Balearic y «una mezcla dulce y embriagadora de disco, guitarras y surcos emocionados».

## Reseña biográfica
Ceccanti y Salvadori, oriundos de Cecina (Livorno, Italia), comenzaron su actividad en 2011 con la intención de difundir un tipo de música que podría ser una mezcla de sus experiencias personales, elementos de la electrónica, el rock psicodélico, los ritmos propios de las Islas Baleares y el sentimiento del blues.
Después de actuar individualmente durante alrededor de 15 años, incluidos algunos de los clubes y discotecas italianas más importantes, Salvadori le ofrece a Ceccanti la posibilidad de emprender un trabajo conjunto. Desde el principio en su sonido destacó la fuerte presencia de la guitarra y el bajo, la mezcla de texturas y posteriormente los teclados electrónicos, la voz y algunos efectos psicodélicos.
Como resultado en 2011 graban su primera canción, New Moon, que interesó a Paul Murphy de los sellos Claremont 56 y Leng, solicitándoles más composiciones. En unos meses Almunia crearon un álbum completo de 8 canciones que se incluyeron en su primer disco New Moon publicado en el verano de 2011. El éxito en Reino Unido fue sólido e inmediato. El álbum se mantuvo varias semanas en el primer lugar en la web Juno Records y todas las críticas fueron positivas. Fueron contratados para tocar en vivo en Reino Unido y en festivales en Italia. Simultáneamente continuaron produciendo canciones, bajo las denominaciones Almunia y Leo Almunia —que nombra el trabajo en solitario como guitarrista de Ceccanti—, en varios EP y remixes para artistas como Max Essa, Idjut Boys, Félix Dickinson, Wes Coats, Crag Bratley, Marius Circus y Andrew Clarke.
En mayo de 2013 se publicó el segundo álbum de la banda, Pulsar, que también obtuvo una buena acogida en los circuitos de la música electrónica. En los comentarios sobre el disco en Juno Records se indicó: «Dos años después del lanzamiento de su notable álbum debut, New Moon, Almunia regresa con un segundo dúo-disco psicodélico de larga duración, con brillantes ritmos acústicos y texturas baleáricas. Menos embriagador que su predecesor Pulsar impresiona con sus guitarras relucientes, texturas de tacto delicado, acordes azul océano y atmósferas de otro mundo. Hay pistas que suenan como Pat Metheny (The Magician), Peter Green (Views From A Blue Train) y Fleetwood Mac (Secret Marriage). Con nuevas ilustraciones de Mark Warrington este es un álbum de verano esencial».

«Lanzado sin publicidad o fanfarria, el segundo álbum de Almunia, Pulsar, fue un lanzamiento de bajo perfil, por así decirlo. No hubo reseñas en la prensa musical. Nada en absoluto para dejar que los amantes de la música que Pulsar había sido lanzado. De hecho si no hubiera sido por la portada del álbum, cósmica, surrealista y psicodélica, el álbum podría haber pasado de largo. Afortunadamente la obra de Mark Warrington me llamó la atención sobre Pulsar. Eso hubiera resultado en que me perdiera las delicias eclécticas y de amplio espectro de Pulsar».
Derek Anderson, sobre Pulsar (2013)

El 30 de agosto de 2017 el dúo anunció a través de sus redes sociales que volvían al estudio de grabación para realizar el que sería su tercer álbum.

## Discografía

### Álbumes
- New Moon (Claremont 56, 2011)
- Pulsar (Claremont 56, 2013)

### Sencillos & EP
- New Moon / Traveler (12") (Claremont 56, 2011)
- Pulsar (12") (Claremont 56, 2012)
- One Time (12") (Above Machine, 2013)
- Cassandra's Dream (digital) (No Static Records, 2013)
- The Shiny River (digital) (United Recordings, 2013)
- Meaning of Time (10") (Is It Balearic? Recordings, 2013)
- Xeni (digital) (Silhouette, 2014)
- Find My Way (10") (Above Machine, 2014)